# تايلر كيترينج
تايلر كيترينج (بالإنجليزية: Tyler Kettering)‏ هو لاعب كرة قدم أمريكي في مركز حراسة المرمى، ولد في 24 يوليو 1984 في زينيا في الولايات المتحدة. لعب مع شيكاغو فاير.